# Kvarteret Orpheus

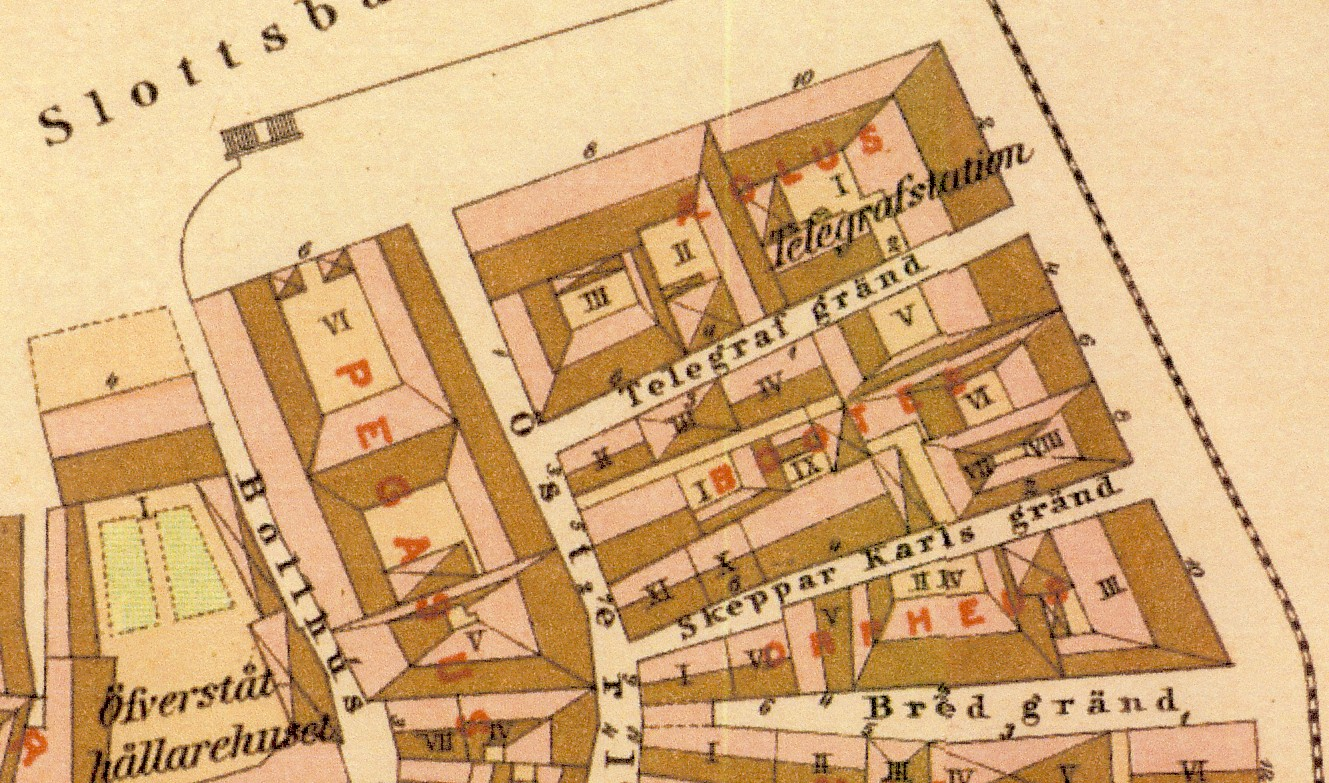
Kvarteret Orpheus på A.R. Lundgrens karta, 1885.

Kvarteret Orpheus är ett kvarter i Gamla stan i Stockholm. Kvarteret omges av Skeppar Karls gränd i norr, Österlånggatan i väster, Skeppsbron i öster och Bredgränd i söder. Kvarteret består av fem fastigheter: Orpheus 1–3 samt Orpheus 5 och 6. I Orpheus 3 ligger Sjöfartshuset, ett välbevarat barockpalats från 1660-talet.

## Namnet

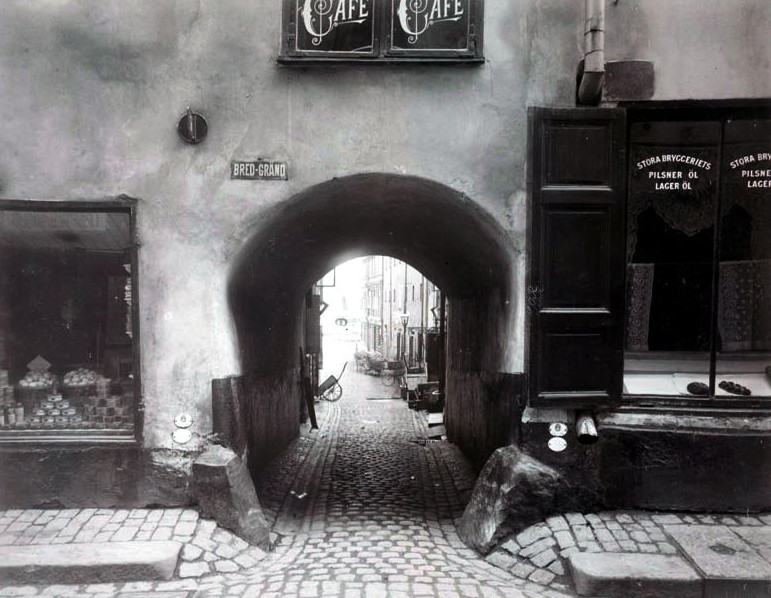
Grändöverbyggnaden i Orpheus 1.
Foto: Larssons Ateljé 1905.

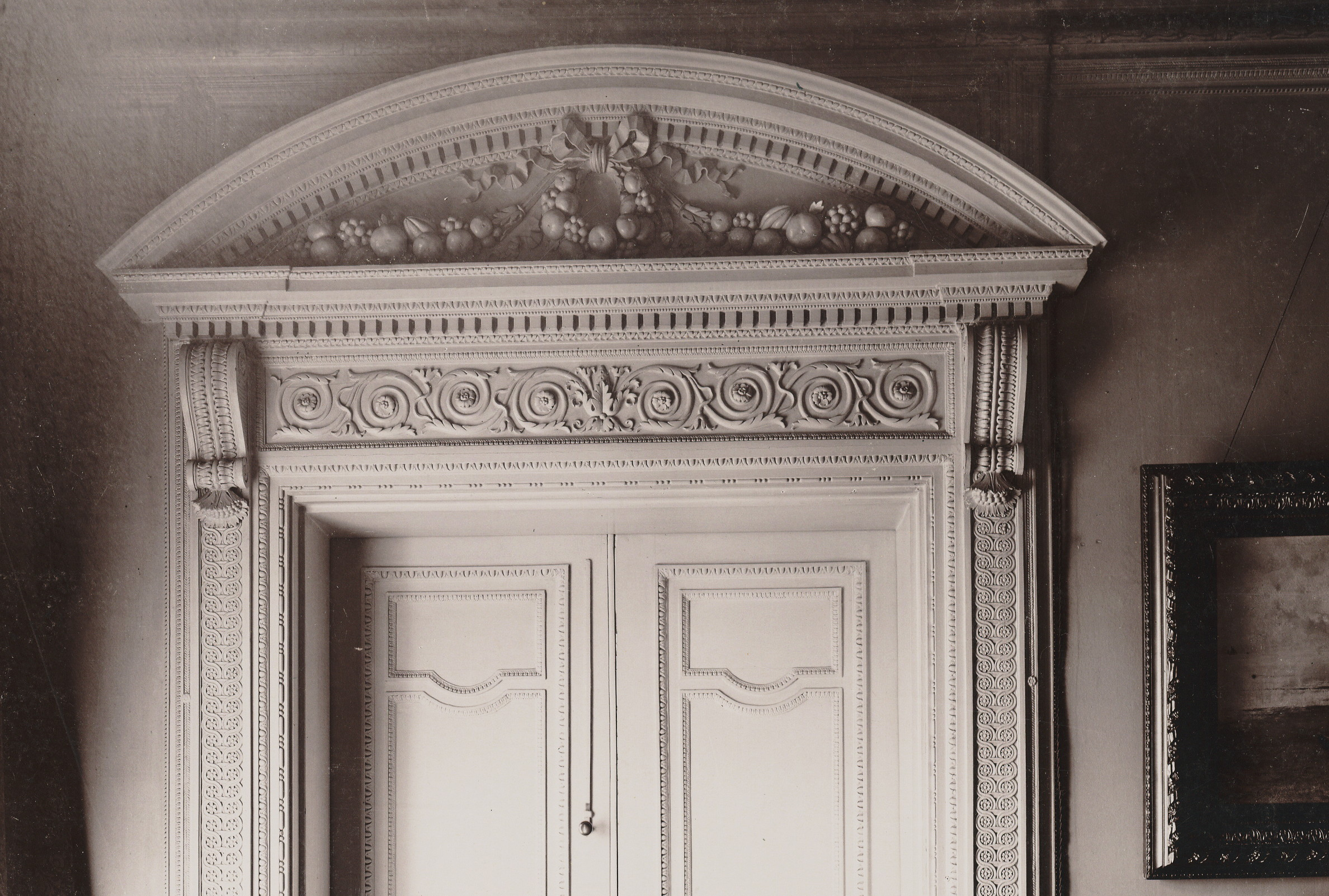
Dörröverstycke med fruktgirlang skapat av Louis Masreliez i Scharpska våningen.
Foto: Larssons Ateljé 1903.

Nästan samtliga kvartersnamn i Gamla stan tillkom under 1600-talets senare del och är uppkallade efter begrepp (främst gudar) ur den grekiska och romerska mytologin. ”Orpheus” (Orfeus) var i den grekiska mytologin en sångare och fick representera musikkonsten och lyran. Hans sång var så vackert att den kunde sätta livlösa ting i rörelse och tämja vilda djur.

## Kvarteret
Kvarteret Orpheus har en nästan triangulär form med sin korta sida mot väster. Fastigheterna ligger inte i nummerordning; längst i väster mot Österlånggatan finns nr 1, sedan följer nr 6, nr 5 och nr 2. Längst i öster mot Skeppsbron ligger nr 3. 
Orpheus 1 (Österlånggatan 9) är sammanbyggd med södra grannfastigheten i kvarteret Marsyas, här öppnar sig grändöverbyggnaden med ett lågt valv mot Bredgränd. På fasaden finns de för 1550-talet typiska, gaffelformiga ankarsluten. Enligt Stockholms stadsmuseums byggnadshistoriska rapport med en murverksdokumentation från år 2009 är fastigheten Orpheus 1 ”ett välbevarat exempel på medeltida byggnadskonst, d v s från 1500-talet eller tidigare”.
Orpheus 2 ligger ungefär mitt i kvarteret och sträcker sig från Skeppar Karls gränd till Bredgränd. Byggnaden härrör troligen från 1778 men byggdes om 1906 och 1971, då genom byggnadsfirman Viktor Hanson.
Orpheus 3 (Skeppsbron 10) kallas idag Sjöfartshuset och tidigare för Scharpska huset efter släkten Scharp som ägde huset 1802–1902.  Huset uppfördes 1667–1670 på initiativ av myntmästaren Isaac Kock, adlad Cronström. Arkitekt är okänd men möjligen var det Nicodemus Tessin d.ä. eller Jean de la Vallée. För den välbevarade inredningen stod Louis Masreliez som själv bodde i huset i slutet av 1700-talet. Sitt nuvarande namn fick huset 1958 när fyra sjöfartsorganisationer tog över den då nedgångna byggnaden.